# 아반가르드 스타디움 (프리피야티)

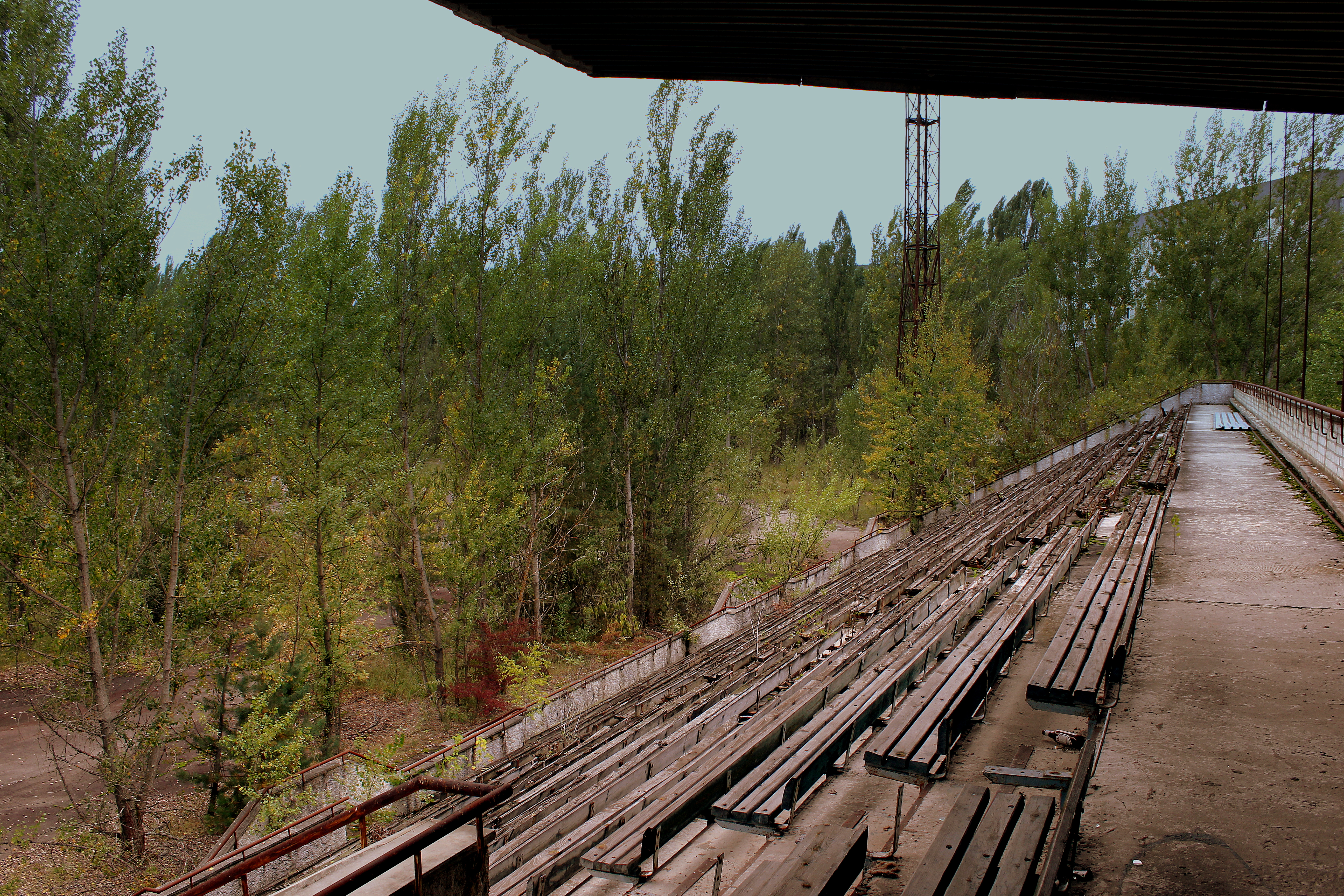
2013년의 아반가르드 스타디움

아반가르드 스타디움(우크라이나어: Стадіон «Авангард»», 러시아어: стадион «Авангард»)은 우크라이나 프리피야티의 축구 경기장이였다. FC 스트로이텔 프리피야티의 홈구장으로 사용되기 위해 건설되고 있었지만, 체르노빌 원자력 발전소 사고로 인해 실현되지 못했다.

## 같이 보기
- 라주르니 수영장